# 1908

## Esdeveniments
Països Catalans
- Es funda Joventut Valencianista.[1]
- 9 de febrer, Barcelona: Inauguració del Palau de la Música Catalana, obra de l'arquitecte modernista Lluís Domènech i Montaner.
- 10 de març, Barcelona: S'inauguren les obres d'obertura de la Via Laietana de Barcelona (la Reforma, popularment).[2]
- 22 de març, Barcelona: S'estrena Aigües encantades, de Joan Puig i Ferreter, al Teatre Romea.[3]
- 8 de juliol, Barcelona: es funda l'Esbart Català de Dansaires.[4]
- 25 de novembre, Barcelona: Apareix el primer número del setmanari satíric i polític català Papitu (1908-1937).[5]
- Província de Tarragona: Se celebra la primera edició de la Copa Catalunya, la primera competició automobilística en circuit organitzada a Catalunya i a Espanya, organitzada pel RACC.

Resta del món
- 27 d'abril, Londres, Regne Unit: inauguració dels Jocs Olímpics d'Estiu 1908.[6]

- 21 de juny, Londres: Celebració del Women's Sunday, massiva manifestació sufragista a Hyde Park.[7]
- 30 de juny, Krasnoiarsk, Sibèria, Imperi Rus: Hi impacta un cometa en el que s'ha denominat l'esdeveniment de Tunguska.
- l'Imperi Austrohongarès s'annexiona Bòsnia-Hercegovina.
- Inici de les activitats de la fàbrica de cotxes DeWitt Motor Company.

### Premis Nobel
| Camp                  | Guardonats                              |
| --------------------- | --------------------------------------- |
| Física                | - Gabriel Lippmann                      |
| Química               | - Ernest Rutherford                     |
| Medicina o Fisiologia | - Ilià Ilitx Métxnikov - Paul Ehrlich   |
| Literatura            | - Rudolf Christoph Eucken               |
| Pau                   | - Klas Pontus Arnoldson - Fredrik Bajer |

## Naixements
Països Catalans
- 6 de gener - Figueres, Alt Empordà: Anna Maria Dalí i Domènech, germana de Salvador Dalí (m. 1989).[8]
- 15 de gener - Sèvres, Illa de França: Gonçal de Reparaz i Ruiz, geògraf, membre de la Societat Catalana de Geografia.
- 31 de gener - Manila, Filipines: Concepció Panadès i Juanengo, soprano catalana (m. 1981).[9]
- 13 de febrer - Castelló de la Plana, Plana Alta: Lluís Sales Boli, pintor, folklorista i escriptor valencià (m. 1981).
- 15 de febrer - València: Ana-Matilde Martínez Iborra, professora valenciana exiliada (m. 2000).[10]
- 10 de març - Ossera: Sofia Montaner i Arnau, trementinaire catalana, la darrera que va exercir aquest ofici (m. 1996).[11]
- 15 d'abril - l'Arboç, Baix Penedès: Aureli Maria Escarré i Jané, monjo benedictí i abat de Montserrat (m. 1968).[12]
- 16 d'abril - Almussafes: Lluís Duart Alabarta, eclesiàstic i historiador valencià.
- 18 de maig - Barcelona: Moisès Broggi i Vallès, metge i pacifista català (2012).
- 8 de juny - Os de Balaguer, Noguera, Lleida: Leandre Cristòfol, escultor català, considerat un dels pioners de l'escultura surrealista a Catalunya (m. 1998).[13]
- 13 de juny - Lisboa: Maria Helena Vieira da Silva, pintora portuguesa que va desenvolupar la seva carrera a França (m. 1992).[14]
- 4 d'agost - Sabadell: Conrad Crespí i Vergés: sabadellenc supervivent del camp de concentració nazi de Mauthausen-Gusen.
- 24 d'agost - Palma: Antonia Suau Mercadal, una de les primeres catedràtiques d'Ensenyament Secundari (m. 2003).[15]
- 5 de setembre - Berlín, Alemanya: Joaquim Nin-Culmell, compositor nacionalitzat estatunidenc amb orígens catalans (m. 2004).[16]
- 19 de setembre - Hèlsinki (Finlàndia): Mika Waltari, escriptor finlandès (m. 1979).[17]
- 10 d'octubre - Barcelona: Mercè Rodoreda, escriptora (m. 1983).[18]
- 29 d'octubre - València: Vicent Asencio i Ruano, compositor valencià (m. 1979).
- 8 de novembre - Barcelona: Agustí Bartra, poeta, prosista i professor universitari.
- 9 de novembre - Miravet: Roc Llop i Convalia, mestre, anarquista i militant de la CNT.
- 11 de novembre - Ibi, l'Alcoià: Pascual Pla y Beltrán, poeta valencià en llengua castellana (m. 1961).
- 13 de novembre - Figueres: Filomena Batlle i March, pintora i escultora catalana (m. 1977).[19]
- 17 de novembre - València: Manuela Ballester Vilaseca, pintora, il·lustradora, cartellista, escriptora, editora i poeta (m. 1994).[20]
- 8 de desembre - València: Concha Piquer, cantant de copla i actriu valenciana (m. 1990).[21]
- 16 de desembre - Anglès (la Selva): Remedios Varo, pintora catalana (m. 1963).[22]
- 17 de desembre - Stratford, Nova Zelanda: Sylvia Ashton-Warner, escriptora, poetessa i educadora neozelandesa (m. 1984).[23]
- Figueres: Àngels Carbona i Balaguer, pintora i dibuixant catalana (m. 2000).[24]

Resta del món
- 9 de gener, París, França: Simone de Beauvoir, novel·lista, filòsofa existencialista, professora i feminista francesa.(m. 1986)[25]
- 22 de gener, Bakú, Imperi Rus: Lev Landau, físic i matemàtic rus, Premi Nobel de Física de l'any 1962 (m. 1968).
- 26 de gener, París, França: Stéphane Grappelli, violinista i jazzman francès (m. 1997).
- 5 de febrer, Del Rio, Texas: Evelyn Pierce, actriu cinematogràfica estatunidenca.[26]
- 3 de març, Las Rozas: Margarita Gil Roësset, escultora, il·lustradora i poeta espanyola (m. 1932).[27]
- 7 de març, Roma: Anna Magnani, actriu italiana (m. 1973).[28]
- 16 de març, Nova York (Estats Units): Robert Rossen, director, productor i guionista de cinema estatunidenc que va ser inclòs a la llista negra de Hollywood de finals dels anys 1950 (m. 1966).[29]
- 20 de març, Muckum, Lemgo: Maria Osten, periodista alemanya, corresponsal en la Guerra Civil Espanyola (m. 1942).[30]
- 25 de març, Croydon (Anglaterra): Sir David Lean, director de cinema, guionista i muntador anglès, considerat com un dels directors més influents de tots els temps (m. 1991).[31]
- 26 de març, Buenos Aires, Argentina: Ángel Acciaresi, director de cinema
- 5 d'abril, Salzburg, Àustria: Herbert von Karajan, director d'orquestra austríac (m. 1989).[32]
- 20 d'abril, Louisville (Kentucky): Lionel Hampton, vibrafonista, pianista, bateria, cantant i director estatunidenc de blues (m. 2002).[33]
- 24 d'abril, Polanówka, Polònia: Józef Gosławski, escultor i medallista polonès.
- 28 d'abril, Svitavy, Bohèmia, Imperi Austrohongarès: Oskar Schindler, empresari alemany (m. 1974).[34]
- 30 d'abril, Mill Valley, Califòrnia, EUA: Eve Arden, actriu.
- 20 de maig, Estats Units d'Amèrica: James Stewart, actor de cinema estatunidenc.
- 23 de maig, 
  - Madison (EUA): John Bardeen, físic estatunidenc, Premi Nobel de Física dels anys 1956 i 1972 (m. 1991).[35]
  - París: Hélène Boucher –Léno–, coneguda aviadora francesa pionera (m. 1934).[36]
- 28 de maig, Londres, Regne Unit: Ian Lancaster Fleming, actor i novel·lista britànic (m. 1964).[37]
- 30 de maig, 
  - Norrköping, Suècia: Hannes Alfvén, astrònom i físic suec, Premi Nobel de Física de l'any 1970 (m. 1995).
  - Sant Petersburg: Marina Semjonova, ballarina soviètica, la primera prima ballerina formada en aquest país (m. 2010).[38]
  - San Francisco, Califòrnia (EUA): Melvin Jerome "Mel Blanc" va ser un actor de doblatge i comediant estatunidenc (m. 1989).[39]
- 31 de maig, Schöneberg: Gisèle Freund, fotògrafa francesa nascuda a Alemanya (m. 2000).[40]
- 7 de juny, Gènova: Margherita Carosio, soprano italiana particularment associada al repertori lírico-coloratura (m. 2005).[41]
- 14 de juny, Anglaterraː Kathleen Raine, poetessa i crítica literària anglesa (m. 2003).[42]
- 26 de juny, Valparaíso, Xile: Salvador Allende, president xilè (m. 1973).
- 29 de juny, Cambridge (Massachusetts, EUA): Leroy Anderson, compositor, adaptador i director d'orquestra estatunidenc que va ser considerat un dels principals directors d'orquestra de música lleugera (m. 1975).[43]
- 30 de juny, Marsella: Carles Camprós, poeta occità (m. 1994).
- 8 de juliol, Bar Harbor, Maine (EUA): Nelson Aldrich Rockefeller, va ser un políticestatunidenc i Vicepresident dels Estats Units entre 1974 i 1977 (m. 1979).[44]
- 19 de juliol, Arenas de San Pedro, Àvila: Josefina Carabias, advocada, escriptora, locutora i periodista espanyola (m. 1980).[45]
- 23 de juliol, Siracusa, Sicilia (Itàlia): Elio Vittorini, escriptor i polític italià (m. 1966).[46]
- 28 de juliol, La Puebla de Cazalla, Sevilla: Dolores Jiménez Alcántara, La Niña de La Puebla, cantaora de flamenc (m. 1999).[47]
- 3 d'agost, Bento Gonçalves (Brasil): Ernesto Geisel, militar i polític brasiler, el quart president del règim militar instaurat pel cop militar de 1964 (m. 1996).[48]
- 5 d'agost, Stanmore (Austràlia): Harold Holt, polític australià i el 17è Primer Ministre d'Austràlia (m. 1967).[48]
- 18 d'agost, Besiers (França): Edgar Faure, polític i escriptor francès (m. 1988).[49]
- 28 d'agost, Blatnica, Txecoslovàquia: Máša Haľamová, poetessa, escriptora infantil i traductora.
- 30 d'agost, Buenos Aires: Leonor Fini, pintora i artista surrealista argentina, il·lustradora i dissenyadora (m. 1996).[50]
- 25 de setembre, Aurenja, Valclusa: Jacqueline Audry, directora de cinema francesa (m. 1977).[51]
- 5 d'octubre, Texarkana, Texas (EUA): Joshua Logan, director de cinema i guionista estatunidenc.(m. 1988).[52]
- 6 d'octubre, Fort Wayne, Indiana (Estats Units): Carole Lombard, actriu estatunidenca (m. 1942).[53]
- 15 d'octubre, Iona Station, Ontario, Canadà: John Kenneth Galbraith, economista canadenc (m. 1996).[54]
- 23 d'octubre, Sant Petersburg (Imperi Rus): Ilià Frank, físic, Premi Nobel de Física de l'any 1958 (m. 1990).
- 28 d'octubre, Brooklyn: Lee Krasner, influent artista de l'expressionisme abstracte (m. 1984).[55]
- 3 de novembre, Nàpols, Regne d'Itàlia: Giovanni Leone president i primer ministre italià (m. 2001).
- 4 de novembre, Łódź (Polònia): Józef Rotblat, físic nuclear, Premi Nobel de la Pau de 1995 (m. 2005).
- 8 de novembre, Saint Louis, Missouri: Martha Gellhorn, periodista estatunidenca (m. 1998).[56]
- 26 de novembre, Ocotepeque, Hondures: Ramón Villeda Morales, president d'Hondures (m. 1971).
- 28 de novembre, Brussel·les, Bèlgica: Claude Lévi-Strauss, antropòleg francès (m. 2009).
- 4 de desembre, Owosso, Michigan (EUA): Alfred Hershey, químic i bacteriòleg estatunidenc, Premi Nobel de Medicina o Fisiologia de l'any 1969 (m. 1997).
- 10 de desembre, 
  - Avinyó, França: Olivier Messiaen, compositor francès (m. 1992).[57]
  - Pamplona: Carmen Baroja, escriptora i etnòloga espanyola (m. 1950).[58]
- 11 de desembre:
  - Nova York (EUA): Elliott Carter, compositor estatunidenc (m. 2012).[59]
  - Porto, (Portugal):  Manoel de Oliveira, nascut Manoel Cândido Pinto d'Oliveira , director de cinemaportuguès (m. 2015).[60]
  - Madrid, Espanya: Carlos Arias Navarro, Alcalde de Madrid (1965, 1973), President del Govern d'Espanya (1973 - 1976) (m. Madrid, 1989).
- 14 de desembre, Tantāː Doria Shafik, filòsofa i feminista egípcia, promotora dels drets de la dona.[61]
- 17 de desembre, Grand Valley, Colorado, EUA: Willard Frank Libby, químic nord-americà guardonat amb el Premi Nobel de Química de l'any 1960 (m. 1980).
- 18 de desembre, Richmond upon Thames, Surrey: Celia Johnson, actriu de teatre i de cinema anglesa (m. 1982).[62]
- 19 de desembre, París: Yvette Cauchois, física francesa pionera en la recerca del sincrotró (m. 1999).[63]
- 28 de desembre, Omaha, Nebraska: Ann Ronell, lletrista i compositora d'èxit estatunidenca.[64]
- 31 de desembre, Buczacz, Imperi Austrohongarès: Simon Wiesenthal, conegut “caçador de nazis”.
- Madrid: Enrique González Jiménez, matemàtic.
- Donald Roebling, inventor i filantrop nord-americà.
- Estocolm: Erik Asklund, novel·lista suec.
- Coblença (Alemanya): Ludwig Ebert, compositor

## Necrològiques
- 7 de març, l'Havana, Cuba: Manuel Curros Enríquez, escriptor gallec.
- 12 de març, Roma: Clara Novello, soprano que es prodigà tant en l'òpera com en l'oratori i l'escenari de concerts (n. 1818).[65]
- 7 d'abril, Viena: Ludwig Karl Schmarda, zoòleg i explorador austríac.
- 13 d'abril, Christiania: Aasta Hansteen, pintora, escriptora i feminista noruega (n. 1824).[66]
- 22 d'abril, Londres, Anglaterra: Henry Campbell-Bannerman, polític britànic, Primer Ministre del Regne Unit (1905-8) (71 anys).[48]
- 11 de juny, Charlottenburg, Berlín: Carl Müllerhartung, compositor i director d'orquestra.[43]
- 21 de juny, Imperi Rus: Nikolai Rimski-Kórsakov, compositor rus (64 anys).[43]
- 24 de juny, Princeton, Nova Jersey, EUA: Grover Cleveland, advocat, 22è i 24è president dels Estats Units (71 anys).[67]
- 18 de juliol, Gainfarn, Àustria: Bertha von Brukenthal, compositora austríaca (n. 1846).[68]
- 22 de juliol, Londres, Anglaterra: William Randal Cremer, sindicalista anglès, Premi Nobel de la Pau del 1903 (40 anys).
- 8 d'agost, Düsseldorf, Imperi Alemany: Joseph Maria Olbrich, arquitecte txec (n. 1867).
- 18 de setembre, La Corunya, Emilia Calé Torres, escriptora espanyola (n. 1837).[69]
- 20 de setembre:
  - Pau (França): Nicolás Salmerón y Alonso, President del consell de Ministres i president de la Primera República Espanyola.
  - Biarritz: Pablo Sarasate, violinista i compositor navarrès.
- 25 d'agost, Le Croisic, França: Antoine Henri Becquerel, físic francès descobridor de la radioactivitat i Premi Nobel de Física de 1903 (55 anys).[70]
- 2 de novembre, La Haia, Països Baixos: Clasine Neuman, pintora i dibuixant holandesa (n. 1851).[71]
- Viena: Caroline Prukner, cantant